# Мост Благовещенск — Хэйхэ
Мост Благовещенск — Хэйхэ (кит. трад. 黑河—布拉戈維申斯克界河公路大橋, упр. 黑河—布拉戈维申斯克界河公路大桥, пиньинь hēihé—bùlāgēwéishēnsīkè jiè hé gōnglù dà qiáo, буквально: «большой мост дороги речной границы Хейхэ — Благовещенск») — автодорожный мост через Амур, связывающий Россию с Китаем. Расположен между селом Каникурган на российском берегу и деревней Чанфа (长发村) волости Синфу (幸福乡) района Айхуэй городского округа Хэйхэ — на китайском. Затраты на строительство со стороны России составили 13,6 млрд рублей, с китайской (в пересчёте на рубли) — 5,2 млрд руб.

## Характеристики проекта

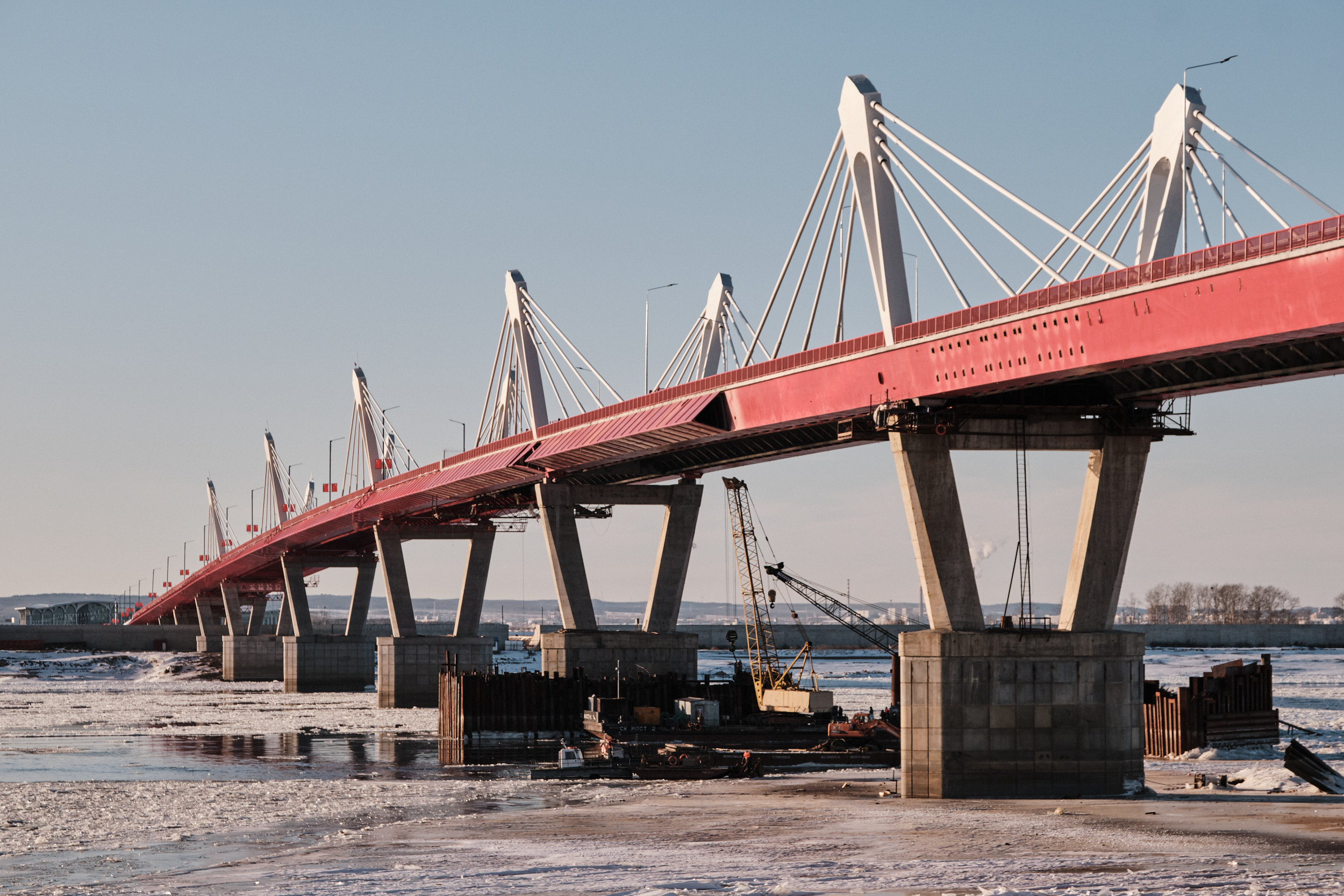
Мост Благовещенск — Хэйхэ в зимнее время

Схема автодорог, подходящих к мосту (2022)

С российской стороны весь транспортный переход включает: часть моста через реку Амур длиной 540,33 м; мост через протоку Каникурганская (278 м); дорогу 2-й категории длиной около 17 км; три транспортные развязки; два сооружения для связи разобщённых территорий. Общая стоимость строительства составила 19 миллиардов рублей. Стоимость российской части моста составила 14 миллиардов рублей. Общая длина моста — 1284 метра. Мост имеет 12 пролётов. Крупнейшие пять из них имеют длину в 147 метров. Также на мосту расположены две полосы для автотранспорта шириной по 3,75 м каждая. Общая ширина проезжей части составляет 11,5 м. Также имеются два служебных прохода шириной по 0,75 м. Для пропуска судов предназначены два пролёта с судоходным подмостовым габаритом в 140 × 17 м.

## История
Соединить российский и китайский берег пограничной реки в Благовещенске планировали не менее четверти века. К практическим действиям приступили уже при губернаторстве Олега Кожемяко. В 2014 году он и его китайский коллега, глава провинции Хэйлунцзян, в ходе российско-китайской выставки ЭКСПО подписали декларацию о намерениях, в которой оговаривалось, что строительство моста должно стартовать летом 2016 года. В 2015 году было подписано межправительственное соглашение, которое дало старт этой большой стройке в декабре 2016 года.

В марте 2018 года министр по развитию Дальнего Востока Александр Козлов рассказал:
— Мы первыми в стране реализуем проект по созданию трансграничного моста на условиях концессионного соглашения. Сейчас идёт активная стадия строительства, привлечены все ресурсы. Согласно расчётам, возведение моста позволит вдвое увеличить грузопассажирский поток в Приамурье.
В конце 2018 г. строители пограничного мостового перехода через реку Амур в районе городов Благовещенск (РФ) — Хэйхэ (КНР) приступили к первой стадии надвижки пролётного строения, со стороны опоры № 10 в сторону российско-китайской границы.

Посетив строительную площадку, министр транспорта и строительства Амурской области Александр Зеленин отметил, что у региона повышенный уровень ответственности: ход строительства такого важного объекта для страны находится под пристальным вниманием президента России и на контроле правительства Российской Федерации.
«Уверен, что озвученные сроки сдачи перехода — конец 2019 г. — будут выполнены. Поэтому успехи строителей, которые, несмотря ни на что, идут в графике, работают круглосуточно, без выходных — для всех нас особые», — считает Александр Козлов.
Стыковка российской и китайской частей прошла 31 мая 2019 года.

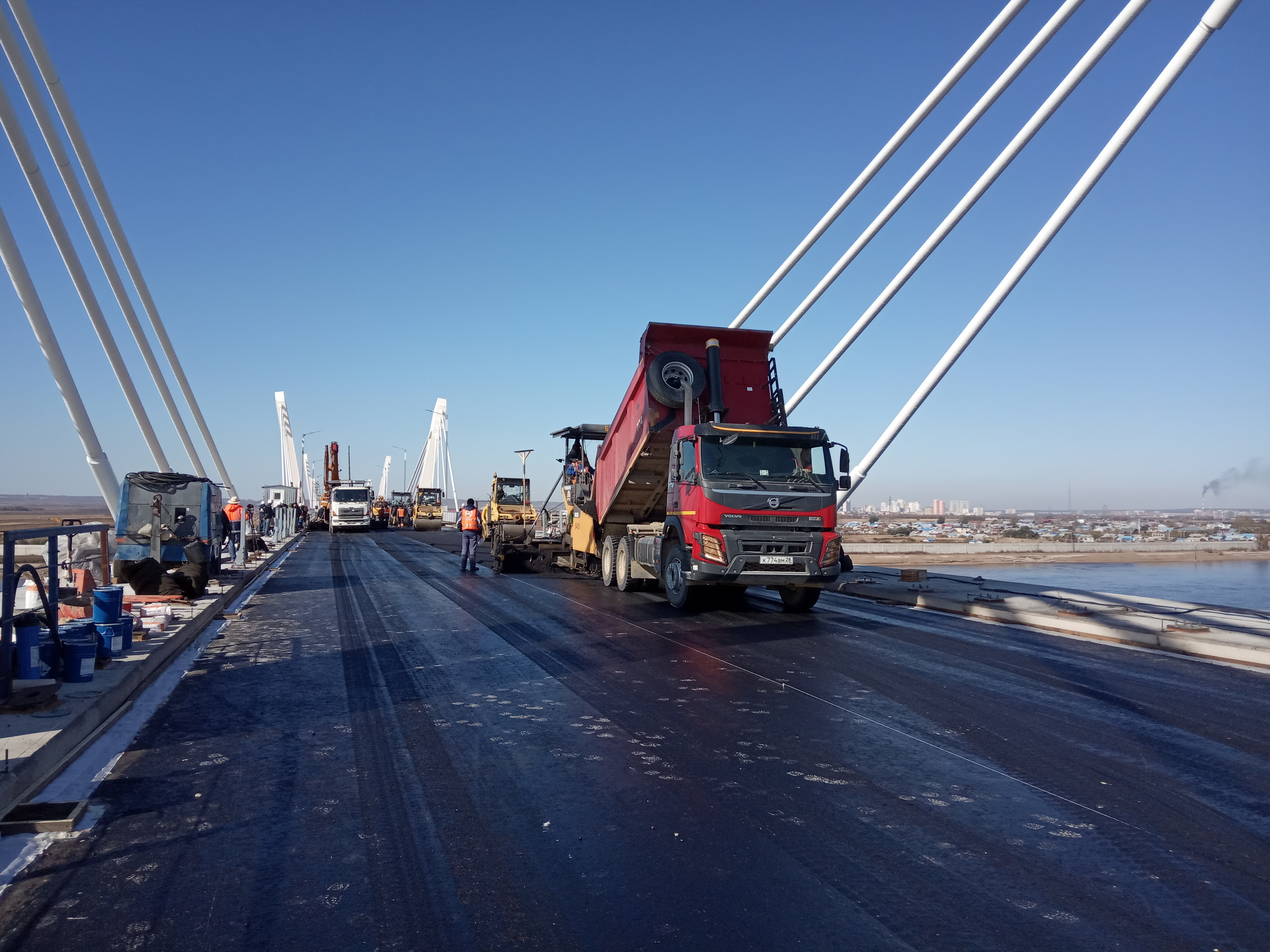
Укладка асфальта на мосту в Китай

29 ноября 2019 года объявлено о завершении строительства моста.
Разрешение на ввод в эксплуатацию было получено 12 мая 2020 года. Движение по мосту должно было начаться после снятия ограничений из-за пандемии коронавируса.
10 июня 2022 года состоялось открытие моста. Средняя стоимость проезда грузового автомобиля составляет 8700 рублей.

## Пограничный КПП Кани-Курган
Международный пункт пропуска «Кани-Курган» на мосту через Амур начал работать в круглосуточном режиме с 3 января 2023 года.
Оплата на российском пункте «Кани-Курган» — в рублях, на китайском «Хэйхэ» — в юанях, наличными или через «UnionPay».